# Saint-Germain-en-Laye
Saint-Germain-en-Laye (AFI: /sɛ̃ʒɛʁmɛ̃ɑ̃ˈlɛ/) è un comune francese di 42 515 abitanti situato nel dipartimento delle Yvelines, nella regione dell'Île-de-France. I suoi abitanti si definiscono Saint-Germanois. Saint-Germain è noto soprattutto per il castello che sorge nel centro cittadino.

## Geografia fisica
Si trova su un altopiano che domina la Senna e Parigi, parzialmente ricoperto da una foresta.

## Storia

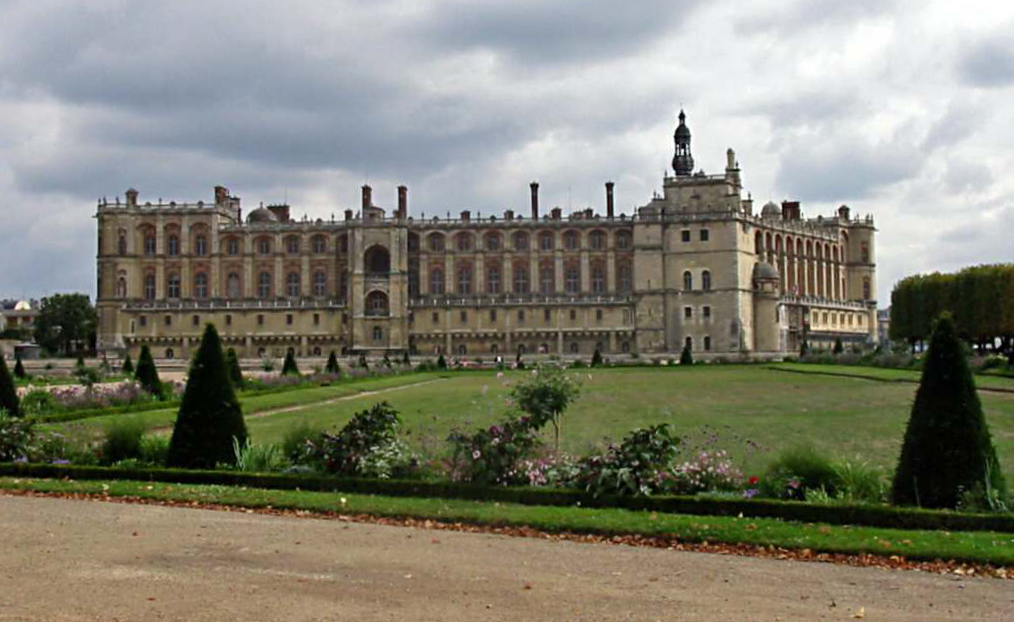
Il castello di Saint-Germain-en-Laye.

- 1124: costruzione della prima roccaforte da parte del re Luigi VI il Grosso, sul sito del "castello vecchio".
- XVI secolo: costruzione del "nuovo castello" da parte del re Enrico II.
- la città fu residenza reale fino al 1689, data nella quale Luigi XIV l'abbandonò definitivamente per stabilirsi a Versailles.
- 1837: viene aperta la linea ferroviaria tra Parigi Saint-Lazare e Saint-Germain-en-Laye.

### Trattati
- Vi sono stati firmati vari trattati:
  - Trattato di Saint-Germain-en-Laye (1570), firmato il 5 agosto 1570, che pose fine alla terza guerra di religione;
  - Trattato di Saint-Germain-en-Laye, firmato il 5 settembre 1624, tra la Francia e l'Inghilterra;
  - Trattato di Saint-Germain-en-Laye, firmato il 29 marzo 1632, tra la Francia e l'Inghilterra;
  - Trattato di Saint-Germain-en-Laye, firmato il 26 e 27 ottobre 1635, tra la Francia e il duca di Sassonia-Weimar;
  - Trattato di Saint-Germain-en-Laye, firmato il 29 giugno 1679, tra la Francia e il principe elettore di Brandeburgo;
  - Trattato di Saint-Germain-en-Laye, firmato il 25 ottobre 1679, tra la Francia e il principe elettore di Brandeburgo;
  - Trattato di Saint-Germain-en-Laye, firmato il 10 settembre 1919, alla fine della prima guerra mondiale tra le potenze vincitrici e la nuova Repubblica austriaca.

Altri eventi:
- Editto di Saint Germain-en-Laye, chiamato anche Editto di gennaio, promulgato il 17 gennaio 1562 dalla regina madre Caterina de' Medici, reggente in nome del figlio Carlo, con il quale veniva concessa, con forti limitazioni, la libertà di culto agli Ugonotti di Francia.

## Monumenti e luoghi d'interesse
- Il castello di Saint-Germain-en-Laye fu una delle residenze principali dei re di Francia a partire da Luigi VI il Grosso, fino a Luigi XIV, che qui nacque. L'edificio attuale, di stile Renaissance, venne ricostruito sotto Francesco I e restaurato sotto Napoleone III. Conserva al suo interno una Cappella Santa del XIII secolo molto bella e un torrione del XIV secolo. Ospita oggi il museo nazionale di archeologia (Musée d'archéologie nationale), dove è conservata anche la Venere di Brassempouy e la maggior parte della collezione Giani di reperti golasecchiani scavati agli inizi del XIX secolo dall'abate Giovanni Battista Giani.

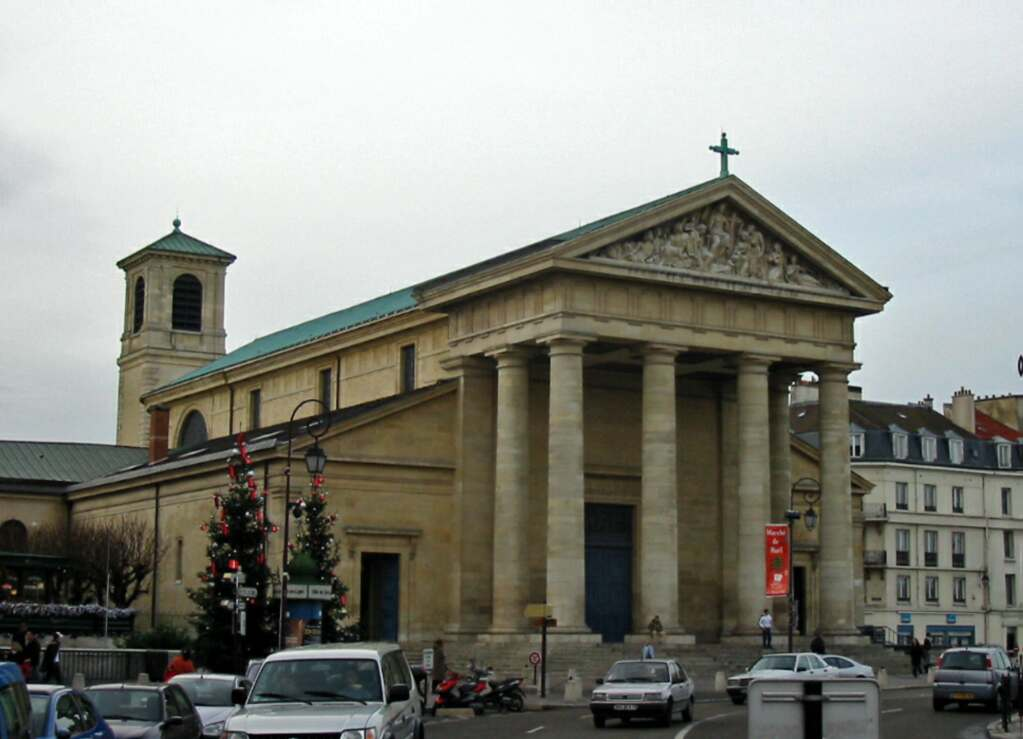
La chiesa di Saint-Germain

- Il Museo dipartimentale Maurice Denis: dedicato all'opera di Maurice Denis e dei Nabis, sistemato nella dimora del pittore, che venne costruita nel XVII secolo da Madame de Montespan per installarvi l'ospedale generale reale.
- Il Musée Municipal, che conserva tra l'altro il Prestigiatore attribuito a Hieronymus Bosch
- La terrazza del castello, edificata da Le Nôtre tra il 1669 e il 1675.
- La chiesa di Saint-Germain, costruita nel 1824 dall'architetto Potain, in uno stile ispirato alle basiliche paleocristiane, fu restaurata da Joseph Nicolle tra il 1848 e il 1854. La facciata presenta un frontone triangolare supportato da sei colonne toscane, di cui 4 allineate in facciata e 2 di rimando. In questa chiesa si trova il mausoleo del re di Scozia Giacomo VII Stuart.
- Il cimitero di Saint-Germain-en-Laye.
- La casa natale di Claude Debussy al n. 38 di Rue au Pain, oggi trasformata in museo dedicato al musicista.

## Società

### Evoluzione demografica
Abitanti censiti

### Istituzioni, enti e associazioni
Nella città è presente l'Ospedale di Poissy-Saint-Germain-en-Laye

## Cultura

### Scuole
A Saint-German-en-Laye sono presenti diversi istituti d'istruzione superiori, quali l'Istituto di studi politici di Saint-Germain-en-Laye e il Lycée International de Saint-Germain-en-Laye

## Amministrazione
Saint-Germain-en-Laye è divenuta sottoprefettura (di Seine-et-Oise prima, poi Yvelines) nel 1962.
La città è capoluogo di due cantoni:
- il cantone di Saint-Germain-en-Laye-Nord è formato da una parte della città stessa e del comune d'Achères (36915 abitanti);
- il cantone di Saint-Germain-en-Laye-Sud è formato dal resto della città e dai comuni di Aigremont e Chambourcy (26400 abitanti).

### Gemellaggi
- Aschaffenburg, dal 1975[senza fonte]
- Winchester[senza fonte]
- Konstancin-Jeziorna[senza fonte]
- Temara[senza fonte]